# Nati nel 1280
| Questa pagina contiene informazioni ricavate automaticamente dalle voci biografiche con l'ausilio del template Bio e di un bot. L'aggiornamento è periodico e automatico e ricostruisce completamente la pagina. Se manca una persona in questa lista, sei pregato di non aggiungerla, ma accertati piuttosto che la sua voce biografica contenga il template Bio e che i dati anagrafici siano correttamente compilati. Se il template Bio manca, inseriscilo tu stesso o, in alternativa, metti l'avviso {{tmp\|Bio}} che ne segnala la mancanza. Se i dati riportati sono sbagliati, correggi direttamente la voce biografica; le modifiche saranno visibili in questa lista entro pochi giorni. Per chiarimenti vedi il progetto biografie. La lista contiene solo le 28 persone che sono citate nell'enciclopedia e per le quali è stato implementato correttamente il template Bio. Pagina aggiornata al 18 mag 2025. |

- 17 gennaio - Antonio Patrizi, presbitero italiano († 1311)
- Antonius Andreas, filosofo spagnolo († 1320)
- Anna d'Asburgo, nobile austriaca († 1328)
- Donata Badoer, nobildonna italiana
- Pierre Bertrand, cardinale e vescovo cattolico francese († 1349)
- Bianca di Napoli, regina († 1310)
- Chiara da Rimini, religiosa italiana († 1326)
- Niccolò da Reggio, scienziato, medico e traduttore italiano
- Eric I di Sassonia-Lauenburg, duca († 1360)
- Giovanni da Caramola, religioso francese († 1339)
- Guido II de la Roche, duca († 1308)
- Giovanni di Jandun, filosofo, teologo e scrittore francese († 1328)
- Alice Kyteler, irlandese
- Maria di Avesnes, nobildonna francese († 1354)
- Stefano Ladislao II, sovrano serbo († 1326)
- Oljeitu, mongolo († 1316)
- Guido Palmerucci, pittore italiano
- Ademaro Romano, ammiraglio italiano († 1345)
- Eleonora di Savoia, nobile († 1324)
- Francesco I Ventimiglia, nobile, politico e militare italiano († 1338)
- Giovanni Villani, mercante e storico italiano († 1348)
- Wu Zhen, pittore e poeta cinese († 1354)
- Raimondo Berengario d'Andria, principe († 1305)
- Isabella di Maiorca, principessa spagnola († 1301)
- Giovanni da Valente, doge († 1360)
- Dino del Garbo, medico e filosofo italiano († 1327)
- Musa I del Mali, imperatore maliano († 1337)
- Birger di Svezia, re svedese († 1321)